# Atletica leggera ai Giochi della XX Olimpiade - Staffetta 4×100 metri maschile

Video della Finale

La staffetta 4×100 metri ha fatto parte del programma maschile di atletica leggera ai Giochi della XX Olimpiade. La competizione si è svolta nei giorni 9-10 settembre 1972 allo Stadio olimpico di Monaco.

## Presenze ed assenze dei campioni in carica
| Competizione      | Atleta         | Prestazione | Monaco 1972 |
| ----------------- | -------------- | ----------- | ----------- |
| Olimpiadi 1968    | Stati Uniti    | 38”2A       | Presenti    |
| Commonwealth 1970 | Giamaica       | 39”46       | Presente    |
| Asiatici 1970     | Thailandia     | 40”4        | Presente    |
| Panamericani 1971 | Giamaica       | 39”28       | Presente    |
| Europei 1971      | Cecoslovacchia | 39”30       | Presente    |

## Risultati

### Turni eliminatori
| 4 Batterie   | 9 settembre  | 27 squadre | Si qualificano le prime 4  |
| 2 Semifinali | 9 settembre  | 8 + 8      | Si qualificano le prime 4. |
| Finale       | 10 settembre | 8          |                            |

Rey Robinson, quarto ai Trials, perde il posto nella squadra americana a favore di Larry Black, dotato di maggiore velocità in curva.
In finale Black corre i primi cento metri. Il compagno Robert Taylor, con una seconda frazione stupenda, dà un vantaggio incolmabile agli americani. Il quarto staffettista, Eddie Hart, conduce la squadra USA alla vittoria. Valerij Borzov (URSS) gli recupera mezzo metro, senza tuttavia minacciare la sua posizione.
Gli Stati Uniti stabiliscono anche il nuovo record del mondo.
Con questa medaglia d'oro Hart si può consolare della mancata partecipazione ai quarti di finale dei 100 metri per un errore nella lettura dell'orario gare.

### Batterie
| Pos. | Nazione          | Atleti                                                                              | Totale | Nota |
| ---- | ---------------- | ----------------------------------------------------------------------------------- | ------ | ---- |
| 1    | Unione Sovietica | Aleksandr Korneljuk, Vladimir Loveckij Jurij Silov, Valerij Borzov                  | 39"15  | Q    |
| 2    | Germania Ovest   | Jobst Hirscht, Karlheinz Klotz Gerhard Wucherer, Klaus Ehl                          | 39"17  | Q    |
| 3    | Germania Est     | Manfred Kokot, Bernd Borth Hans-Jürgen Bombach, Siegfried Schenke                   | 39"17  | Q    |
| 4    | Austria          | Georg Regner, Axel Nepraunik Günther Würfel, Helmut Lang                            | 40"49  | Q    |
| 5    | Porto Rico       | Luis Alers, Guillermo González Pedro Ferrer, Jorge Vizcarrondo                      | 41"34  |      |
| 6    | Arabia Saudita   | Mohamed Jaman Al-Dosari, Mansour Al-Juaid Bilal Said Al-Azma, Said Khalil Al-Dosari | 43"35  |      |

| Pos. | Nazione        | Atleti                                                                         | Totale | Nota |
| ---- | -------------- | ------------------------------------------------------------------------------ | ------ | ---- |
| 1    | Francia        | Patrick Bourbeillon, Jean-Pierre Grès Gérard Fenouil, Bruno Cherrier           | 39"01  | Q    |
| 2    | Cecoslovacchia | Jaroslav Matoušek, Juraj Demeč Jiří Kynos, Luděk Bohman                        | 39"31  | Q    |
| 3    | Nigeria        | Kola Abdulai, Rex Bazunu James Olakunle, Timon Oyebami                         | 39"66  | Q    |
| 4    | Venezuela      | Humberto Galea, Félix Mata Alberto Marchán, Jesús Rico                         | 39"74  | Q    |
| 5    | Costa d'Avorio | Kouakou Komenan, Amadou Méité Kouami N'Dri, Gaoussou Koné                      | 39"81  |      |
| 6    | Madagascar     | Jean-Louis Ravelomanantsoa, Alfred Rabenja André Ralainasolo, Henri Rafaralahy | 40"58  |      |
| 7    | Taiwan         | Lee Chung-Ping, Su Wen-Ho Chen Chin-Long, Chen Ming-Chi                        | 41"78  |      |

| Pos. | Nazione           | Atleti                                                                   | Totale | Nota |
| ---- | ----------------- | ------------------------------------------------------------------------ | ------ | ---- |
| 1    | Polonia           | Stanisław Wagner, Tadeusz Cuch Jerzy Czerbniak, Zenon Nowosz             | 39"11  | Q    |
| 2    | Ghana             | Ohene Karikari, James Addy Sandy Osei-Agyemang, George Daniels           | 39"46  | Q    |
| 3    | Finlandia         | Antti Rajamäki, Raimo Vilén Erik Gustafsson, Markku Juhola               | 39"54  | Q    |
| 4    | Cuba              | José Triana, Juan Morales Hermes Ramírez, Pablo Montes                   | 39"65  | Q    |
| 5    | Senegal           | Malang Mané, Christian Dorosario Momar N'Dao, Barka Sy                   | 40"95  |      |
| 6    | Thailandia        | Somsak Boontud, Surapong Ariyamongkol Panus Ariyamongkol, Anat Ratanapol | 41"04  |      |
| -    | Giamaica          | Michael Fray, Donald Quarrie, Lennox Miller, Horace Levy                 | N.P.   |      |
| -    | Trinidad e Tobago | Ainsely Armstrong, Rudolph Reid, Bertram Lovell, Hasely Crawford         | N.P.   |      |

| Pos. | Nazione        | Atleti                                                                   | Totale | Nota |
| ---- | -------------- | ------------------------------------------------------------------------ | ------ | ---- |
| 1    | Stati Uniti    | Larry Black, Robert Taylor Gerald Tinker, Eddie Hart                     | 38"96  | Q    |
| 2    | Italia         | Vincenzo Guerini, Ennio Preatoni Luigi Benedetti, Pietro Mennea          | 39"29  | Q    |
| 3    | Gran Bretagna  | Les Piggot, Don Halliday Dave Dear, Brian Green                          | 39"63  | Q    |
| 4    | Rep. del Congo | Antoine Nkounkou, Louis Nkanza Jean-Pierre Bassegela, Théophile Nkounkou | 39"86  | Q    |
| 5    | Bahamas        | Danny Smith, Harry Lockhart Walter Callander, Mike Sands                 | 40"48  |      |
| 6    | Tanzania       | Obedi Mwanga, Norman Chihota Claver Kamanya, Hamad Ndee                  | 41"07  |      |
| -    | Etiopia        | Sisaye Feleke, Solomon Belaye Kebede Bedasso, Egzi Gebre-Gebre           |        | N.P. |
| -    | Spagna         | José Luis Sánchez, Manuel Carballo Francisco García, Luis Sarría         |        | N.P. |

### Semifinale
| Pos. | Nazione        | Atleti                                                         | Totale | Nota   |
| ---- | -------------- | -------------------------------------------------------------- | ------ | ------ |
| 1    | Stati Uniti    | Larry Black, Robert Taylor Gerald Tinker, Eddie Hart           | 38"54  | Q      |
| 2    | Germania Ovest | Jobst Hirscht, Karlheinz Klotz Gerhard Wucherer, Klaus Ehl     | 38"86  | Q      |
| 3    | Polonia        | Stanisław Wagner, Tadeusz Cuch Jerzy Czerbniak, Zenon Nowosz   | 38"90  | Q      |
| 4    | Cecoslovacchia | Jaroslav Matoušek, Juraj Demeč Jiří Kynos, Luděk Bohman        | 39"01  | Q      |
| 5    | Cuba           | José Triana, Juan Morales Hermes Ramírez, Pablo Montes         | 39"04  |        |
| 6    | Nigeria        | Kola Abdulai, Rex Bazunu James Olakunle, Timon Oyebami         | 39"73  |        |
| 7    | Ghana          | Ohene Karikari, James Addy Sandy Osei-Agyemang, George Daniels | 39"99  |        |
| -    | Austria        | Georg Regner, Axel Nepraunik Günther Würfel, Helmut Lang       |        | Squal. |

| Pos. | Nazione          | Atleti                                                                   | Totale | Nota |
| ---- | ---------------- | ------------------------------------------------------------------------ | ------ | ---- |
| 1    | Francia          | Patrick Bourbeillon, Jean-Pierre Grès Gérard Fenouil, Bruno Cherrier     | 39"00  | Q    |
| 2    | Unione Sovietica | Aleksandr Korneljuk, Vladimir Loveckij Jurij Silov, Valerij Borzov       | 39"00  | Q    |
| 3    | Germania Est     | Manfred Kokot, Bernd Borth Hans-Jürgen Bombach, Siegfried Schenke        | 39"06  | Q    |
| 4    | Italia           | Vincenzo Guerini, Ennio Preatoni Luigi Benedetti, Pietro Mennea          | 39"21  | Q    |
| 5    | Finlandia        | Antti Rajamäki, Raimo Vilén Erik Gustafsson, Markku Juhola               | 39"30  |      |
| 6    | Gran Bretagna    | Les Piggot, Don Halliday Dave Dear, Brian Green                          | 39"47  |      |
| 7    | Venezuela        | Humberto Galea, Félix Mata Alberto Marchán, Jesús Rico                   | 39"74  |      |
| 8    | Rep. del Congo   | Antoine Nkounkou, Louis Nkanza Jean-Pierre Bassegela, Théophile Nkounkou | 39"97  |      |

### Finale
| Pos.    | Nazione          | Atleti                                                               | Totale | Nota            |
| ------- | ---------------- | -------------------------------------------------------------------- | ------ | --------------- |
| Oro     | Stati Uniti      | Larry Black, Robert Taylor Gerald Tinker, Eddie Hart                 | 38"19  | Record mondiale |
| Argento | Unione Sovietica | Aleksandr Korneljuk, Vladimir Loveckij Jurij Silov, Valerij Borzov   | 38"50  |                 |
| Bronzo  | Germania Ovest   | Jobst Hirscht, Karlheinz Klotz Gerhard Wucherer, Klaus Ehl           | 38"79  |                 |
| 4       | Cecoslovacchia   | Jaroslav Matoušek, Juraj Demeč Jiří Kynos, Luděk Bohman              | 38"82  |                 |
| 5       | Germania Est     | Manfred Kokot, Bernd Borth Hans-Jürgen Bombach, Siegfried Schenke    | 38"90  |                 |
| 6       | Polonia          | Stanisław Wagner, Tadeusz Cuch Jerzy Czerbniak, Zenon Nowosz         | 39"03  |                 |
| 7       | Francia          | Patrick Bourbeillon, Jean-Pierre Grès Gérard Fenouil, Bruno Cherrier | 39"14  |                 |
| 8       | Italia           | Vincenzo Guerini, Ennio Preatoni Luigi Benedetti, Pietro Mennea      | 39"14  |                 |